# 해녀
해녀(海女)는 주로 바닷속에 들어가 해산물을 채취하는 여자로 공기탱크 없이 간단한 잠수복과 잠수용 오리발, 마스크를 착용하고 바닷물에 들어가 전복과 성게 그리고 조개(보말,소라,미역) 등을 채취한다. 잠수복을 착용하고 오리발을 사용하는 현대 해녀들의 일회 잠수시간 및 표면휴식시간은 5m 잠수시에는 약 32초 및 46초이며 10m 잠수시에는 43초 및 85초로서 5m 잠수시에는 한 시간에 46번 정도, 그리고 10m 잠수시에는 한 시간에 28번 정도 잠수한다. 현재 고무로 된 잠수복을 착용하고 있지만 이전에는 다른 장비 없이 면으로 된 잠수복만을 착용하고 물에 들어갔다. 제주도의 해녀들이 수가 감소하고 있지만, 그 전통(문화)을 보존하려는 노력(해녀학교 등)이 있으며, 해녀허벅춤과 같은 노래가 구전되고 있다.

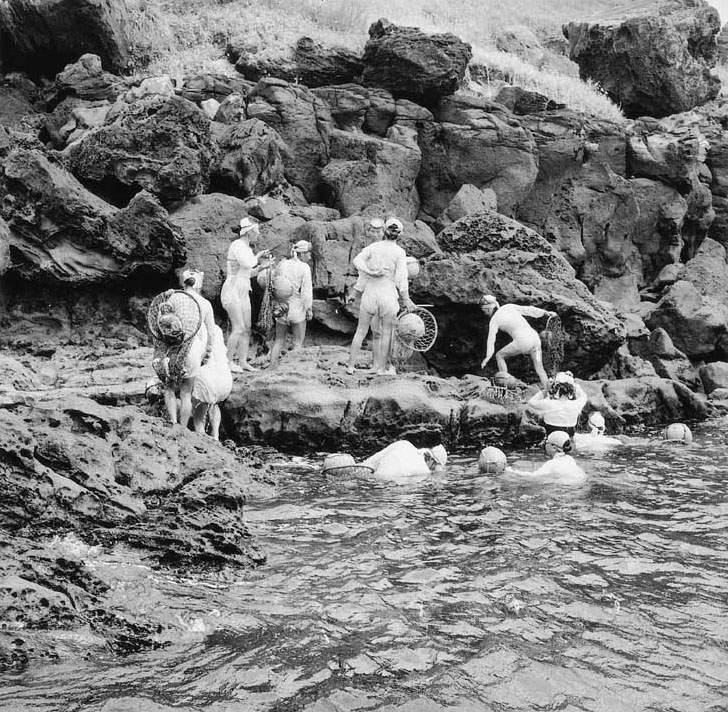
해녀 (1958년)

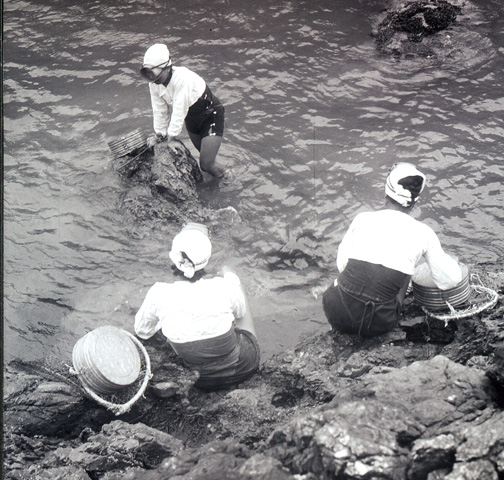
해녀 (1962년)

## 해녀 문화

### 현재의 모습
전문적인 해녀 양성을 위해 해녀학교가 운영되고 있으며, 국가에서 해녀에게 주는 잠수어업증이라는 자격증을 발급받아야 채취물의 판매가 가능하다. 다양한 매체를 통해 공개된 해녀들의 수입은 천차만별이지만, 보통 성수기 기준 하루 30-50만원이다. 1960년대 당시 월세가 200원이던 시절 남편의 한 달 월급을 하루 만에 벌었던 적이 있다는 해녀도 있다. 해녀들은 가족의 생계 때문에 물질을 시작했지만, 해녀로서 강한 정체성과 경제적 어려움을 극복했다는 자부심을 가지고 살아가고 있다. 집안의 가장 역할을 하는 독립적이고 강한 여성상으로 한국 최초의 일하는 어머니로 여겨지며, 공동체 문화가 뿌리 깊게 남아있어 능력에 따라 공동작업을 하며 이익을 나누고 서로의 안전을 보살펴준다.

### 인류무형문화유산
유네스코에서는 제주 해녀 문화를 인류무형문화유산으로 지정하였다.

### 고령화
서귀포시가 2020년 발표한 통계에 따르면 서귀포시의 해녀는 총1,579명이고, 이중 60대 이상이 1,442명으로 91.3%에 달했다.

## 관련 문화재
- 제주칠머리당영등굿 (국가무형문화재 제71호)
- 해녀노래 (제주특별자치도 무형문화재 제1호)
- 와흘본향당 (제주특별자치도 민속문화재 제9-3호)
- 제주 해녀의 물옷과 물질도구 (제주특별자치도 민속문화재 제10호)

## 같이 보기
- 제주잠녀항쟁
- 해녀박물관